# 桓栄
桓 栄（かん えい、生没年不詳）は、前漢後期・後漢前期の学者・官僚。字は春卿。桓雍・桓郁の父。本貫は沛国竜亢県。斉の桓公の末裔といわれる。

## 事跡
| 姓名           | 桓栄                                                         |
| 時代           | 後漢時代                                                     |
| 生没年         | 生没年不詳                                                   |
| 字・別号       | 春卿（字）                                                   |
| 本貫・出身地等 | 沛国竜亢県                                                   |
| 職官           | 議郎〔後漢〕→欧陽博士〔後漢〕 →太子少傅〔後漢〕→太常〔後漢〕 |
| 爵位・号等     | 関内侯〔後漢〕 五更〔後漢〕                                  |
| 陣営・所属等   | 劉秀（光武帝）→劉荘（明帝）                                  |
| 家族・一族     | 子：桓雍、桓郁                                               |

### 在野の人材として
若くして長安の太学で欧陽博士の九江の朱普に師事し、欧陽『尚書』を学ぶ。寒貧の出で、客傭（豪族などに雇われること）して自給し、精力的で倦むことなく、15年の間、実家の農地に戻らなかった。王莽の簒奪後に長安を離れ、帰郷した。師の朱普が没すると、九江へ行って土を背負い塚を築き、葬儀を行った。そのまま九江に留まり教育をはじめ、生徒は100人を数えた。王莽が敗れて天下が乱れると、彼は経書を抱えて弟子を連れて山谷に逃げ、常に飢えていたにもかかわらず講義をやめなかった。また江淮地域では出張講義もおこなった。

### 欧陽博士
建武19年（43年）、桓栄は60余歳となり、初めて大司徒の戴渉によって辟召をうけた。時の皇太子劉荘（後の明帝）の立太子に際して、明経の選挙が実施され、彼の弟子であった豫章の何湯が選ばれて虎賁中郎将となり、尚書を太子に授けた。光武帝は従容として何湯に師を問うと、沛国の桓栄であると答えた。彼を召して尚書を説かせたところ、大いに気に入り、議郎に任じ、銭10万を与え、尚書を劉荘に教授させた。光武帝は朝会のたびに公卿の前で彼に経書について講義させ、「あなたを得ることがなんと遅かった事だろう！」と称えた。光武帝は欧陽博士が欠けた事に際し、博士にしようとしたが、彼は叩頭して謙譲し「臣は経術に浅薄で、同門で郎中である彭閎や、揚州従事である皐弘に及びません」といった。光武帝は「そうだな。しかしまずは君が相応しいのだ」といい、桓栄を欧陽博士とし、彭閎と皐弘を議郎とした。
光武帝が太学に行幸したとき、彼は御前で諸博士の論難にあったが、穏やかに明経の義を論じ、欺瞞に都度、礼儀をもってこたえ、言葉少なに人に勝ち、儒者は彼に及ばず、特に賞与が加えられた。また、詔して終日諸生に音楽を演奏させていたのをやめさせた。後に光武帝から珍しい果物を賜った際、みな懐に果物をしまったが、彼は一人だけ果物を掲げ持ってお辞儀をした。光武帝は笑って「これが真の儒生というものだろう」といい、いよいよその謹厚さを敬われ、常に太子宮にとどめおかれた。劉荘は、桓栄が病むと、中傅（宦官）を朝夕見舞いに行かせるなど、篤学の長者として敬重された。

### 太子少傅
建武28年（52年）、百官が一堂に会し、光武帝から太子の傅役を誰にすべきかの下問があった。群臣はみな光武帝の意図を知っていたので太子の母の兄で執金吾の陰識をこぞって推薦した。博士の張佚が色を正して言った「今陛下が立太子したのは、陰氏のためでしょうか、それとも天下のためでしょうか。陰氏のためであるなら陰識とすべきでしょう。もし天下のためであるなら、天下の賢才を用いるべきです」光武帝はこれを素晴らしいと称え「傅役を置きたいのは、太子の補佐としたいからだ。今博士は容易くも朕を正した。いわんや、太子をや」といった。張佚が太子太傅となって、桓栄は太子少傅となり、車馬を受けた。彼は弟子たちを集めて言った「今日私がこれを受けることができたのは、古の事を学んだからだ。励むべきだ」。
彼は太子が経学を学び終えると、辞意を上疏し「臣は幸いにも帷幄に侍ることができ、連年教授してきましたが、もはや私では教えることがありません。皇太子の聡明で、明経に通じているさまは、歴史を顧みてもこのような皇太子はおりませんでした。これは誠に国家の福祐で、天下の幸甚であります。臣の師としての道は既に尽く、みな太子にあり、どうか謹んで臣を元の道に戻してくださいますように」。
劉荘は書に報いて言った。「私が幼く愚かな頃から学び続けて9年、しかし典籍の読み方は明らかでなく、知っているところもありません。経典のことばは広大幽遠で、天下で最も素晴らしい人間でなければわかるわけもありません。いわんや非才の身で敢えて教えを受けていればこうなのでしょう。昔、師に先んじて弟子を辞めた人がいました。「上」は経典の意味に通じ、章句を明らかにしていましたが、「下」はただ故郷がなつかしく、門下を去ることを求めました。今私は「下」に列してしまうことになり、言葉もありません。どうか先生が病に気をつけて養生され、お体を大事になさる事を願っています。」
建武30年（54年）に太常となった。

### 明帝時代
劉荘が皇帝に即位すると師礼を執られて東面が許された。
永平2年（59年）三雍（明堂・霊台・辟雍）が初めて落成すると「五更」の尊称を受け、大射、養老の礼が終わるごとに、明帝は彼と弟子を引き連れて堂に昇り、経典をとって講義をした。関内侯に封じられ、五千戸の食邑を授けられた。
明帝は彼が病を得るたびに、太官（宮廷料理人）・太医を遣わした。病が篤くなるに及んで、上疏して恩を謝し爵土を返還した。明帝は行幸して彼の家を見舞い、そばまで行って体を撫でて涙を流し、寝床・帷・刀剣・衣服などを賜った。桓栄が亡くなると、帝は自ら服を変えて喪に服し、首山に葬られた。80歳を越えていたと言われる。

## 逸話・子孫
桓栄の門下生は数百人を越えていたが、2人の甥と8人の弟子が微職であったことをのぞき、その他の弟子は皆、公卿に列せられた。
桓栄は貧窮の頃、一族の桓元卿とともに飢饉に遭って、しかし講義をやめなかった。桓元卿は桓栄を嘲笑い「ただ自分を苦しめて、いつ行いが帰ってくるというのか」といった。彼は笑って応えなかった。彼が太常になるに及んで、桓元卿は嘆いて「私は農家の子だ、どうして学問がこのように利益をもたらすと想像できるだろうか」といった。
桓栄の死後、長男の桓雍が早世し、桓雍の子の桓汎が幼かったこともあり、桓郁が跡を継いだ。

## 伝記資料
- 『後漢書』巻37 列伝第27